# Edward L. Ferman
Edward Lewis Ferman (Nueva York, 6 de marzo de 1937) es un editor estadounidense de revistas de ciencia ficción y fantasía, conocido principalmente por ser el editor de The Magazine of Fantasy & Science Fiction (F&SF) entre enero de 1966 y junio de 1991.

## Biografía
Edward Ferman nació en Nueva York el 6 de marzo de 1937. Es hijo de Joseph W. Ferman, editor y creador de The Magazine of Fantasy & Science Fiction en 1949. Avram Davidson, que había sido nombrado editor de la revista en 1962, renunció al puesto a finales de 1964 para dedicarle más tiempo a escribir, y fue reemplazado inicialmente por el padre de Ferman, quien entregó el control a Edward en mayo de 1965, aunque la mancheta no reflejó el cambio hasta 1966. Cuatro años más tarde Edward también asumió el control de la editorial de su padre, y trasladó las oficinas editoriales y de publicación a su casa en Cornwall (Connecticut). Continuó como editor hasta 1991, cuando contrató a Kristine Kathryn Rusch para reemplazarle, y continuó como responsable de la editorial hasta que se la vendió a Gordon Van Gelder en 2000. Durante el período de Ferman como editor, muchas otras revistas de ciencia ficción y fantasía aparecieron y desaparecieron, aunque F&SF, junto con Analog, siguió publicándose con una periodicidad regular y recibió el reconocimiento de la crítica por calidad de sus contenidos.
Entre 1969 y 1970, también fue editor de otra de las revistas de la editorial, Venture Science Fiction. Junto a su padre también habían editado y publicado la revista de nostalgia y humor de breve duración P.S., y también otra revista de breve recorrido misticismo y otras cuestiones proto-New Age, titulada Inner Space. Editó o coeditó varias antologías de relatos de F&SF y coeditó Final Stage junto a Barry N. Malzberg.

## Reconocimientos
Ferman ganó el Premio Hugo al mejor editor profesional tres años consecutivos, de 1981 a 1983. F&SF había ganado previamente cuatro premios Hugo a la mejor revista profesional, entre 1969 y 1972, bajo su dirección editorial.
En 1984 recibió el Premio Milford por toda su carrera en 1984. Le otorgaron en dos ocasiones (1979 y 1982) el Premio Mundial de Fantasía en reconocimiento a su labor profesional, y un Premio Mundial de Fantasía especial por toda su carrera en 1998. Fue incorporado en el Salón de la Fama de la Ciencia Ficción en 2009.